# Bào tử

Những bào tử được tạo ra trong vòng đời của chúng.

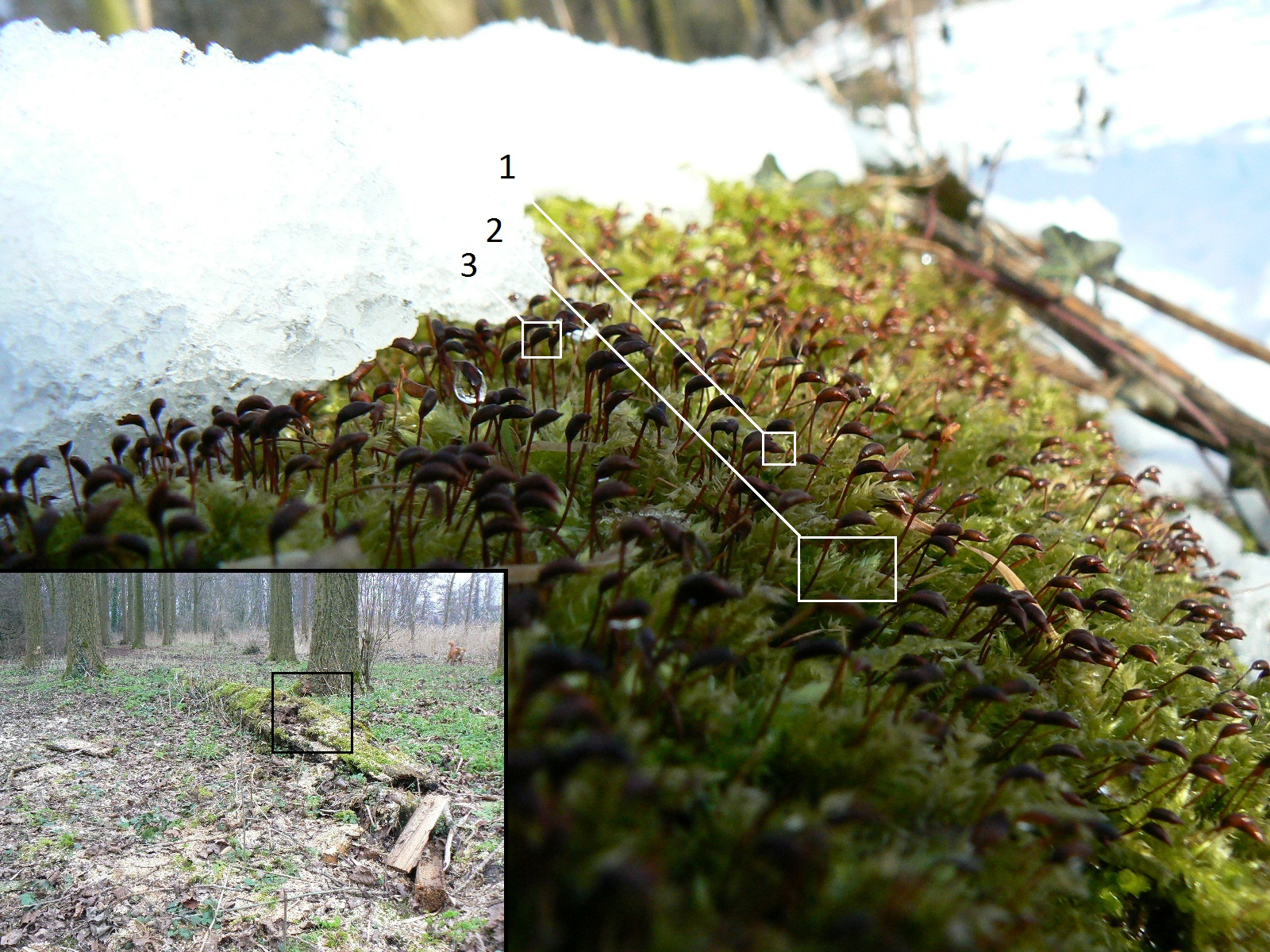
Tuyết còn mới bao phủ một phần rêu lông thô (Brachythecium rutabulum) mọc trên một thân cây dương (Populus x canadensis) lai màu đen đã bị tỉa bỏ. Giai đoạn cuối cùng của vòng đời rêu được cho thấy ở đây, nơi mà các thể bào tử có thể được thấy rõ trước khi phát tán bào tử của chúng.

Trong sinh học, bào tử hay nha bào là những đơn vị của sinh sản vô tính mà có thể được thay đổi cho sự phân tán hoặc tồn tại, thường là trong những khoảng thời gian kéo dài, trong những điều kiện không thuận lợi. Ngược lại, giao tử là những đơn vị của sinh sản hữu tính. Những bào tử tạo nên một phần chu kỳ sống của các loài thực vật, tảo, nấm, và động vật nguyên sinh. Ở các loài vi khuẩn, bào tử không phải là một phần của chu kỳ hữu tính nhưng là những cấu trúc có khả năng chống chịu, được sử dụng để tồn tại trong những điều kiện không thuận lợi.
Bào tử thường là đơn bội, đơn bào và được tạo ra bởi quá trình giảm phân trong một bọc bào tử của thể bào tử lưỡng bội. Trong những điều kiện thuận lợi, bào tử có thể phát triển thành một cơ thể mới bằng sự phân chia nguyên phân, tạo ra thể giao tử đa bào và cuối cùng là tạo ra các giao tử. Hai giao tử kết hợp với nhau tạo thành một hợp tử và phát triển thành một thể bào tử mới. Chu kỳ này được biết đến là sự luân phiên giữa các thế hệ.
Tuy nhiên, bào tử của các loại thực vật có hạt giống thì được tạo ra ở bên trong. Các đại bào tử được hình thành ở trong các noãn. Còn tiểu bào tử có liên quan đến sự hình thành những cấu trúc phức tạp hơn mà từ đó tạo thành các đơn vị phân tán là hạt và phấn hoa.

## Định nghĩa
Thuật ngữ "bào tử" bắt nguồn từ tiếng Hy Lạp cổ đại σπορά spora có nghĩa là "hạt giống, sự gieo hạt", có liên quan với σπόρος sporos "sự gieo hạt" và σπείρειν speirein "gieo hạt".
Theo cách nói thông thường, sự khác nhau giữa một "bào tử" và một "giao tử" đó là: bào tử sẽ nảy mầm và phát triển thành bào tử con. Trong khi một giao tử cần phải kết hợp với một giao tử khác để tạo thành một hợp tử trước khi phát triển thêm.
Sự khác biệt chính giữa bào tử và hạt giống về phương diện phân tán là: bào tử có tính chất đơn bào còn hạt giống có chứa một thể giao tử đa bào bên trong chúng và từ đó tạo nên một phôi phát triển, là thể bào tử đa bào ở thế hệ kế tiếp. Những bào tử nảy mầm và tạo ra các thể giao tử đơn bội, còn những hạt giống nảy mầm và tạo ra các thể bào tử lưỡng bội, là những cấu trúc phức tạp mà từ đó tạo thành các đơn vị phân tán là hạt và phấn hoa.

## Sự phân loại các sinh vật tạo ra bào tử
Những bào tử của thực vật có mạch luôn là đơn bội. Những thực vật có mạch có thể là cùng dạng (homosporous) hoặc khác dạng bào tử (heterosporous). Những thực vật có cùng dạng bào tử sẽ tạo ra các bào tử có cùng kích cỡ và thể loại. Còn những thực vật khác dạng bào tử, chẳng hạn như thực vật có hạt giống, spikemoss, cây thủy phỉ (quillwort), và một vài loài dương xỉ thủy sinh tạo ra những bào tử với hai kích cỡ khác nhau: những bào tử lớn hơn (đại bào tử) có chức năng là bào tử giống cái và những bào tử nhỏ hơn (tiểu bào tử) với chức năng là bào tử giống đực.

## Sự phân loại bào tử
Những bào từ có thể được phân loại theo vài cách.

### Theo cấu trúc tạo bào tử

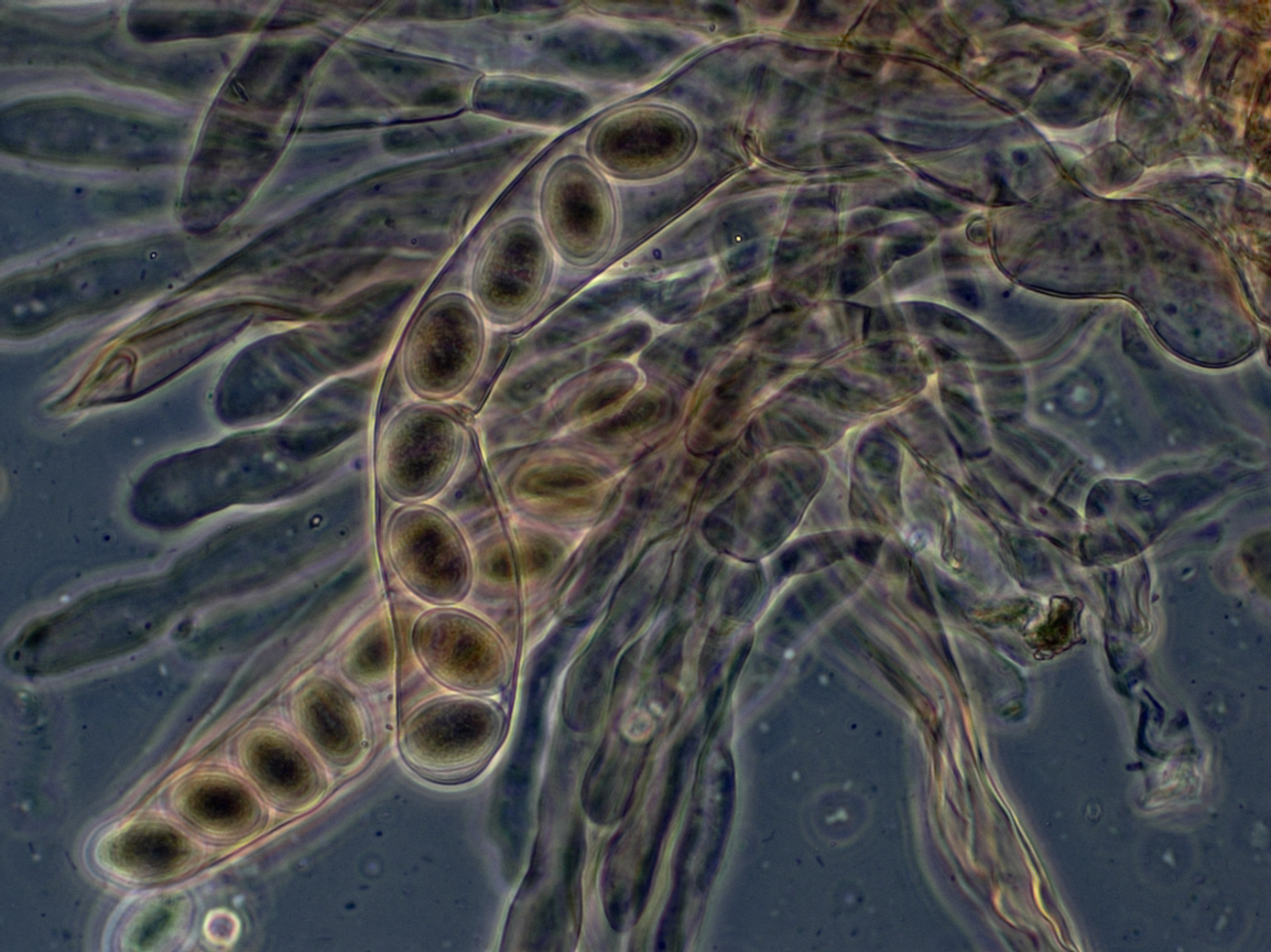
Nang của nấm Morchella elata, có chứa các bào tử nang (Ascospore).

Ở các loài thực vật, các tiểu bào tử và một vài trường hợp là đại bào tử được hình thành từ bốn kết quả của giảm phân.

Ngược lại, ở nhiều loài thực vật có hạt và dương xỉ khác dạng bào tử, chỉ có một kết quả của giảm phân là tạo thành đại bào tử, những kết quả còn lại sẽ mất đi.

Ở nấm và những sinh vật giống như nấm, những bào tử thường được phân loại bởi cấu trúc mà ở đó sự giảm phâm và tạo bào tử xảy ra. Vì nấm thường được phân loại theo cấu trúc tạo bào tử của chúng, nên những bào tử này cũng thường mang đặc điểm của sự phân loại nấm đặc trưng.
- Sporangiospore: những bào tử được tạo ra bởi bọc bào tử (sporangium) ở nhiều loại nấm, chẳng hạn như nấm zygomycete.
- Zygospore (bào tử tiếp hợp): những bào tử được tạo ra bởi bọc bào tử tiếp hợp (zygosporangium), mang đặc điểm của nấm zygomycete.
- Ascospore (bào tử nang): những bào tử được tạo ra bởi nang (ascus), mang đặc điểm của nấm ascomycete (lớp nấm nang).
- Basidiospore (bào tử đảm): những bào tử được tạo ra bởi đảm của nấm (basidium), mang đặc điểm của nấm đảm.
- Aeciospore (bào tử gỉ): những bào từ được tạo ra bởi túi bào tử gỉ (aecium) chẳng hạn như nấm gỉ và nấm than.
- Teliospore: những bào từ được tạo ra bởi Telium của nấm chẳng hạn như nấm gỉ và nấm than.
- Oospore (noãn bào tử): những bào từ được tạo ra bởi túi noãn (oogonium), mang đặc điểm của nấm oomycete.
- Carpospore (bào tử quả): những bào từ được tạo ra bởi thể bào tử quả (carposporophyte), mang đặc điểm của tảo đỏ.
- Tetraspore: những bào từ được tạo ra bởi tetrasporophyte, mang đặc điểm của tảo đỏ.

### Theo chức năng
- Chlamydospore: bào tử ngủ yên có lớp vỏ dày của các loại nấm, được tạo ra để tồn tại trong những điều kiện không thuận lợi.
- Các loại bào tử nấm ký sinh có thể được phân loại vào dạng bào tử sống bên trong cây, mà chúng sẽ nảy mầm trong thân cây chủ, hoặc là bào tử sống bên ngoài, cũng được gọi là bào tử theo môi trường, được phát tán bởi cây chủ để lây nhiễm các cây chủ khác.[2]

### Theo nguồn gốc trong suốt vòng đời
- Bào tử giảm phân (meispore): là những bào tử được tạo ra bởi quá trình giảm phân, do đó chúng là đơn bội và sẽ phát triển thành các tế bào con đơn bội hoặc cá thể đơn bội. Ví dụ như tiền tế bào thể giao tử của những thực vật có hạt được tìm thấy ở hoa (thực vật có hoa) và quả hình nón (thực vật hạt trần), và những bào tử động (zoospore) được tạo ra từ quá trình giảm phân ở các thể bào tử của tảo chẳng hạn như cây diếp dại.
  - Tiểu bào tử (microspore): những bào tử mà phát triển thành thể giao tử đực. (hạt phấn ở thực vật có hạt)
  - Đại bào tử (megaspore hay macrospore): những bào tử  mà phát triển thành thể giao tử cái. (ở thực vật có hạt thể giao tử được hình thành trong noãn)
- Bào tử nguyên phân (mitospore, hay là conidia hoặc conidiospore): những bào tử được tạo ra bởi quá trình nguyên phân, chúng mang đặc điểm của nấm ascomycetes. Những loại nấm mà ở đó chỉ tìm thấy được bào tử nguyên phân thì được gọi là "mitosporic fungi" hay "anamorphic fungi", trước đó đã được phân loại vào nhóm Deuteromycota (xem thêm Teleomorph, anamorph and holomorph)

### Theo tính chuyển động
Những bào tử có thể được phân biệt bởi tính chuyển động
- Bào tử động (zoospore): những bào tử di chuyển bằng một hoặc nhiều roi, có thể được tìm thấy ở vài loại tảo và nấm.
- Ballistospore: những bào tử chủ động phóng ra từ thân của quả thể nấm, hầu hết các bào tử đảm đều là ballistospore, và một ví dụ đáng chú ý khác là bào tử của nấm Pilobolus.

## Giải phẫu nấm
Dưới độ phóng đại cao, các bào tử có thể được phân loại theo dạng đơn trục (monolete) hoặc ba trục (triplete). Ở những bào tử đơn trục, có một đường thẳng trên bào tử cho thấy một trục mà bào tử mẹ tách thành bốn dọc theo trục. Ở những bào tử ba trục, cả bốn bào tử đều có cùng một nguồn gốc và chúng nối tiếp với nhau. Vì thế khi tách ra, mỗi bào tử cho thấy ba đường thẳng tỏa ra từ tâm.

### Nhóm bốn bào tử và bào tử ba trục
Các nhóm bốn bào tử được bao trong màng kín là những bằng chứng sớm nhất về đời sống thực vật trên mặt đất, có niên đại từ giữa kỷ Ordovic (đầu thời kỳ Llanvirn, khoảng 470 triệu năm trước), là khoảng thời gian mà không có hóa thạch nào được tìm thấy. Những bào tử ba trục đơn lẻ giống như những bào tử của những thực vật không có hoa thời hiện đại, đã xuất hiện lần đầu tiên trong những mẫu hóa thạch vào thời kỳ cuối kỷ Ordivic.

## Sự phân tán
Ở các loài nấm, các bào tử hay bọc bào tử vô tính lẫn hữu tính ở các chủng loài nấm được phân tán một cách chủ động bằng sự đẩy mạnh từ các cấu trúc sinh sản của chúng. Lực đẩy này đảm bảo các bào tử thoát ra khỏi cấu trúc sinh sản cũng như có thể di chuyển một đoạn đường dài trong không khí. Do đó nhiều loại nấm có các cơ chế cơ học và sinh lý cũng như cấu trúc bề mặt bào tử, chẳng hạn như các chất kỵ nước, để đẩy bào tử đi. Những cơ chế này bao gồm lực đẩy của nang bào tử được kích hoạt bởi cấu trúc của nang và sự tích lũy các hợp chất osmolyte trong chất lỏng của nang, dẫn đến sự nổ bung và đẩy các nang bào tử vào trong không khí. Sự đẩy mạnh của những bào tử đơn lẻ được gọi là ballistospore có liên quan đến sự hình thành một giọt nước nhỏ (Buller's drop), mà khi tiếp xúc với các bào tử sẽ gây ra một lực phóng với gia tốc ban đầu là hơn 10000 g. Những loại nấm khác phụ thuộc vào sự thay đổi cơ chế phân tán bào tử, chẳng hạn như lực cơ học bên ngoài, được minh họa bởi nấm puffball. Thu hút các loài côn trùng chẳng hạn như ruồi, đến các cấu trúc quả thể, với ưu điểm là có nhiều màu sắc rực rỡ với mùi thối rữa, để giúp phân tán các bào tử nấm là một chiến thuật khác, được sử dụng một cách nổi bật bởi nấm lõ chó (stink-horn).
Ở trường hợp các loài thực vật có mạch phát tán bào tử chẳng hạn như cây dương xỉ, sự phát tán bởi gió của các bào tử rất nhẹ giúp bào tử được phát tán đi rất xa. Và các bào tử cũng ít bị các loài đông vật ăn phải hơn là các loại hạt bởi vì chúng gần như không có nguồn dưỡng chất dự trữ; tuy nhiên chúng vẫn bị các loài nấm và vi khuẩn tấn công. Thuận lợi chính của bào tử là với mọi hình thức của thế hệ sau, bào tử đòi hỏi rất ít năng lượng và vật chất để sinh sản.
Ở loài rêu spikemoss có tên là Selaginella lepidophylla, sự phân tán được thực hiện bởi một đơn vị phân tán bất thường (diaspore) là loài cỏ lăn.

## Các tập ảnh

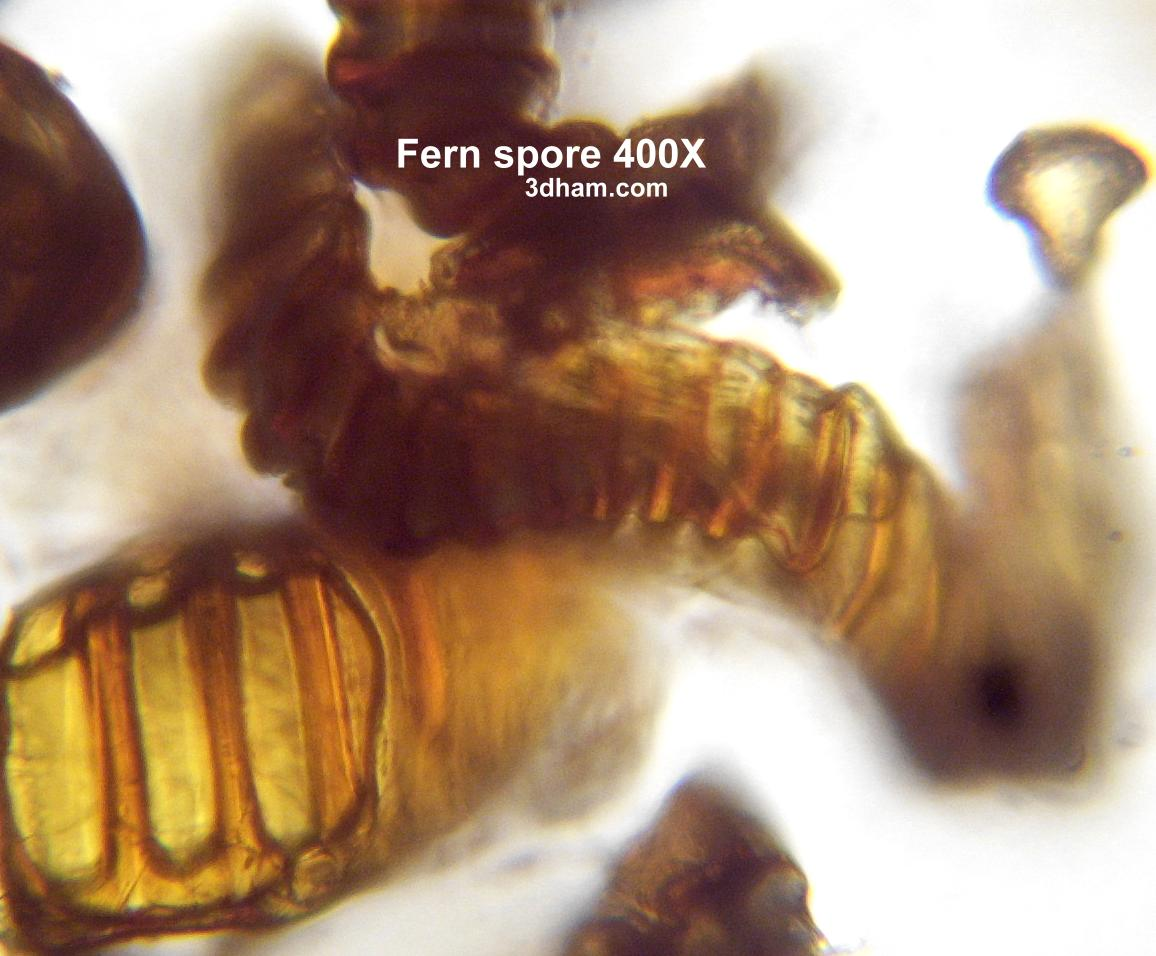
Bọc bào tử tự nẻ của cây dương xỉ khi quan sát bằng kính hiển vi (không thấy bào tử nào)
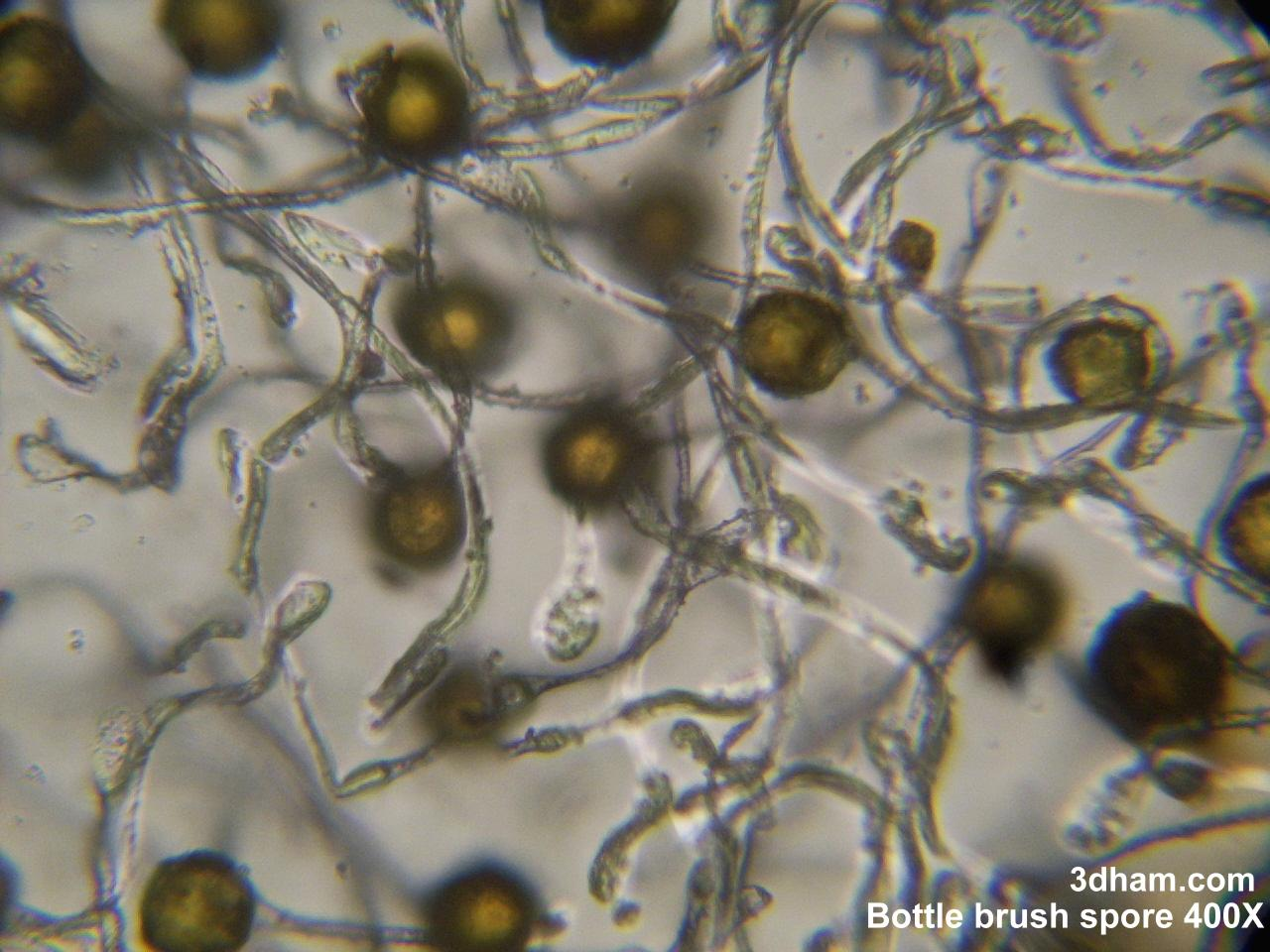
Những bào tử của giống cây mộc tặc khi quan sát bằng kính hiển vi